# Chalcides pulchellus
Chalcides pulchellus (циліндричний сцинк Мокарда) — вид сцинкоподібних ящірок родини сцинкових (Scincidae). Мешкає в Західній Африці.

## Поширення і екологія
Циліндричні сцинки Мокарда поширені на півдні Сенегалу, в Гвінеї і на півдні Малі, а також на південному заході Буркіна-Фасо та на півночі Кот-д'Івуару. Вони живуть у відносно вологих частинах гвінейських і суданських саван, поблизу скель. Живляться плазунами і членистоногими.